# France Industrie
France Industrie ist eine französische Arbeitgeberorganisation.

## Organisation
Sie wurde im Jahr 2018 gegründet. Ihr Ziel ist es, die Industrie in Frankreich zu fördern und den Sektor und seine Mitglieder zu vertreten.
Im Jahr 2020 hatte die Organisation 67 Mitglieder, darunter 44 große französische private und öffentliche Unternehmen und 25 sektorale Industrieverbände.

## Vorsitzende
- Philippe Varin (2018–2020)
- Alexandre Saubot (seit 2020)